# Davis Kamoga
Davis Kamoga (17 de julho de 1968) é um antigo atleta ugandês que competia em provas de 400 metros. Nesta distância, alcançou a medalha de bronze nos Jogos Olímpicos de Atlanta 1996 e foi vice-campeão mundial nos Campeonatos de Atenas 1997.
Kamoga chegou ao tarde ao atletismo, procedendo do futebol de que foi praticante até aos 25 anos de idade. Nos treinos desta modalidade, costumava correr a volta ao estádio num tempo na casa dos 48 segundos. Quando se começou a treinar especificamente nas corridas de 400 metros, os seus tempos melhoraram rapidamente, convertendo-se num atleta de classe mundial.
O seu primeiro grande resultado foi o terceiro lugar obtido na final dos Jogos de Atlanta, com o tempo de 44"53, apenas atrás do norte-americano Michael Johnson (ouro com 43"49) e do britânico Roger Black (prata com 44"41). No ano seguinte, em Atenas, Kamoga alcançava a segunda posição na final de 400 m dos Campeonatos Mundiais, só batido por Michael Johnson, com um tempo de 44"37 que era, não apenas recorde nacional, mas também uma das melhores marcas de sempre realizadas por atletas africanos.